# 小行星6496
小行星6496（英語：6496 Kazuko）是一颗围绕太阳公转的小行星。1992年10月19日，圓舘金、渡邊和郎在北见发现了此天体。
这颗小行星的绝对星等为225.54205等。